# Zhi Wu Xue Jia
Zhi Wu Xue Jia (internationaler Titel: The Botanist, dt.: Der Botaniker) ist ein chinesischer Spielfilm für Kinder unter der Regie von Jing Yi aus dem Jahr 2025. Der Debütfilm der Regisseurin feierte im Februar 2025 auf der Berlinale seine Weltpremiere in der Sektion Berlinale Generation Kplus.

## Handlung
Ein kasachischer Junge lebt in einem abgelegenen Dorf an der nördlichen Grenze von Xinjiang. In seiner Einsamkeit tröstet ihn die Natur. In der Welt der Pflanzen sucht er Spuren der Vergangenheit und begibt sich dabei träumerisch immer weiter in das Reich der Botanik.

## Produktion

### Filmstab
Regie führte Jing Yi, Zhi Wu Xue Jia ist ihr erster Film. Die Kameraführung lag in den Händen von Fannong Li, die Musik komponierte Peyman Yazdanian und für den Filmschnitt war Yaonan Liu verantwortlich.

### Produktion und Förderungen
Produziert wurde der Film von QI Ai und Zuolong Shan.

### Dreharbeiten und Veröffentlichung
Der Film feierte im Februar 2025 auf der Berlinale seine Weltpremiere in der Sektion Berlinale Generation Kplus.

## Auszeichnungen und Nominierungen
- 2025: Internationale Filmfestspiele Berlin: Großer Preis der Internationalen Jury von Generation Kplus für den Besten Film